# Feliks Markowski

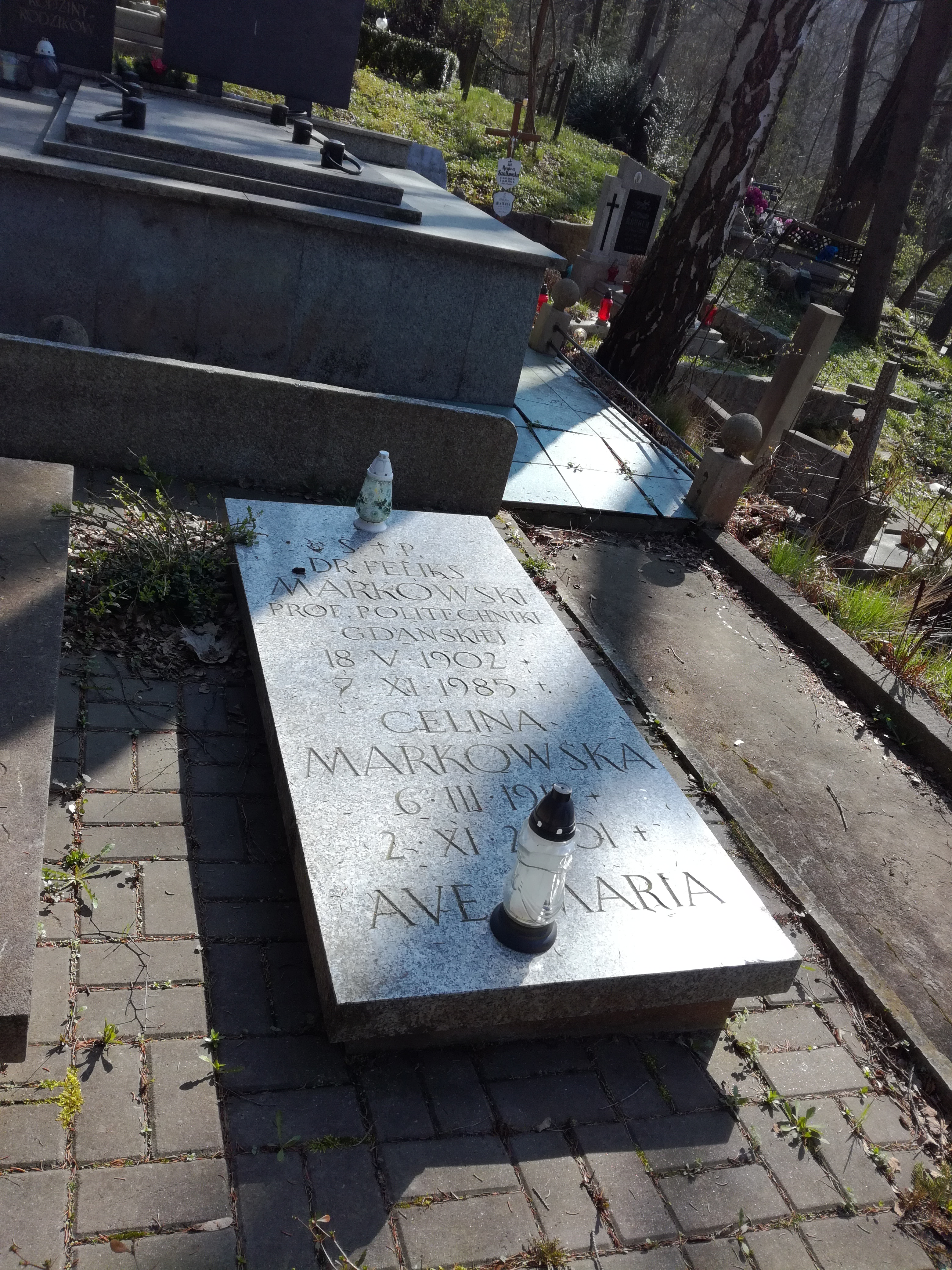
Grób profesora Feliksa Markowskiego na Cmentarzu Srebrzysko w Gdańsku

Feliks Markowski (ur. 18 maja 1902 we Lwowie, zm. 7 listopada 1985) – polski architekt, naukowiec, nauczyciel akademicki.

## Życiorys
Feliks Markowski w 1920 r. ukończył II Szkołę Realną we Lwowie i rozpoczął studia na Wydziale Architektury Szkoły Politechnicznej w tym samym mieście. Dyplom inżyniera architekta obronił w 1928 r. W 1935 r. obronił doktorat na Politechnice Lwowskiej. Pracę habilitacyjną obronił w 1939 r. Jesienią 1945 r. jako kierownik i zastępca profesora organizował Katedrę Architektury i Planowania Wsi na powstającym Wydziale Architektury Politechniki Gdańskiej. Nominację na profesora nadzwyczajnego Wydziału Architektury Politechniki Gdańskiej otrzymał w 1947 r.
Pochowany na gdańskim cmentarzu Srebrzysko (rejon I, groby rodzinne C, grób 60).